# Oriol Castro Forns
Oriol Castro Forns (Barcelona; 23 de marzo de 1974) es un chef español conocido por ser la mano derecha de Ferrán Adrià en la cocina de El Bulli desde 1997. Es considerado por el propio Ferrán Adrià como «uno de los mejores chefs del mundo».
Tras el cierre de El Bulli, en 2011, al año siguiente Castro y dos compañeros de El Bulli, Eduard Xatruch y Mateu Casañas –los tres considerados «el corazón de la cocina de El Bulli»– abrieron el restaurante Compartir, en Cadaqués. En 2015, los tres socios abrieron su segundo restaurante Disfrutar en Barcelona.

## Biografía
Estudia en la Escola Joviat de Manresa, En el periodo que va desde el año 1992 y 1993 estudia simultáneamente en la escuela Gremi de Pastisseria de Barcelona. En 1995 obtiene el primer premio de repostería de España. Trabajó en diversos restaurantes de Barcelona y en 1997 se incorpora en el equipo de cocina de El Bulli. Durante los periodos de cierre de El Bulli realizó prácticas en el restaurante de Michel Bras en Francia. En 2008, junto Albert Adrià (hermano de Ferrán), se hace cargo del taller innovador de El Bulli: elBullitaller.
Desde noviembre de 2010 es miembro del Consejo de Honor de la Escuela Internacional de Cocina de Valladolid.